# Baltic Cup 1973
Der Baltic Cup 1973 war die 27. Austragung des Turniers der Baltischen Länder. Das Turnier für Fußballnationalteams fand am 16. und 17. Juli 1973 in Litauen statt, ausgetragen wurden die Spiele in Kaunas. Die Estnische Fußballnationalmannschaft gewann mit dem 7. Titel zugleich ihren letzten in der Geschichte des Baltic Cup.

## Gesamtübersicht

### Halbfinale
|                         |   |                   |     |
| 16. Juli 1973 in Kaunas |   |                   |     |
| Estnische SSR           | – | Weißrussische SSR | 3:1 |
| 16. Juli 1973 in Kaunas |   |                   |     |
| Litauische SSR          | – | Lettische SSR     | 2:4 |

### Spiel um Platz 3
|                         |   |                   |     |
| 17. Juli 1973 in Kaunas |   |                   |     |
| Litauische SSR          | – | Weißrussische SSR | 4:1 |

### Finale
|                         |   |               |     |
| 17. Juli 1973 in Kaunas |   |               |     |
| Estnische SSR           | – | Lettische SSR | 4:1 |